# Idiosoma nigrum
Idiosoma nigrum är en spindelart som beskrevs av Main 1952. Idiosoma nigrum ingår i släktet Idiosoma och familjen Idiopidae.
Artens utbredningsområde är Western Australia. Inga underarter finns listade i Catalogue of Life.